# Attilio Basso
Attilio Basso (Pravisdomini, 21 luglio 1901 – Cheren, 16 marzo 1941) è stato un militare italiano, brigadiere dell'Arma dei Carabinieri  insignito di medaglia d'oro al valor militare alla memoria e di medaglia di bronzo al valor militare.

## Biografia
Nato il 21 luglio 1901 a Pravisdomini (PN), a 19 anni, nel 1920, rispose alla chiamata di leva, arruolandosi nell'Arma dei Carabinieri Reali. Dapprima in servizio quale Carabiniere a cavallo presso la Legione di Treviso, nel dicembre 1921 richiese ed ottenne di essere trasferito nel Regio Corpo Truppe Coloniali della Cirenaica. Destinato alla Divisione autonoma, si distinse immediatamente nella campagna riconquista della colonia, riportando una ferita in combattimento sul Gebel nel maggio 1924. Per tale evento venne insignito della Medaglia di bronzo al valor militare.
Dopo essere rientrato alcuni anni in patria, acquisito il grado di Appuntato, nel 1933 venne destinato in Tripolitania. Nel gennaio del 1936 si unì poi alla campagna etiope con la 392ª Sezione Carabinieri. 
Nel momento dell'entrata dell'Italia nella Seconda Guerra Mondiale, si trova ancora in terra d'Africa, col grado di Brigadiere. Qui prese parte alla battaglia di Cheren ove, il 16 marzo 1941, cadde eroicamente, dopo aver contrastato fieramente l'azione nemica, nonostante le gravi ferite subite. Per il suo eroico comportamento gli fu tributata postuma la Medaglia d'oro al valor militare.
Nel suo ricordo sono intitolate le sedi del Comando Legione Carabinieri "Friuli-Venezia Giulia" e del Comando Provinciale Carabinieri di Pordenone.